# Щитник лускатий
Щитник лускатий, щитник споріднений (Dryopteris affinis) — вид рослин із родини щитникових (Dryopteridaceae), зростає у Північній Африці, Західній Азії, Європі.

## Опис
Багаторічна рослина (20)40–90(150) см заввишки. Сегменти 2-го порядку на краю дрібнозубчасті, з майже паралельними краями, загнутими на нижню сторону, внаслідок чого здаються рівними, і зрізаною верхівкою. Ніжка листка і стрижень густо усіяні чорно-бурими плівками. Листки грубі, переважно зимують. 2n=82–130. Схожий на D. filix-mas.

## Поширення
Зростає у Північній Африці (Канари, Азорські острови, Марокко), Західній Азії (Туреччина, Грузія), Європі (Данія, Велика Британія, Ірландія, Норвегія, Австрія, Бельгія, Швейцарія, Німеччина, Угорщина, Нідерланди, Польща, Україна, Болгарія, Греція, Хорватія, Італія, Румунія, Сербія, Словенія, Іспанія, Франція, Португалія). Зростає у листопадних лісах та під тінистими скелями.
В Україні вид зростає у тінистих лісах — у Карпатах.